# Ray Garton
Pour les articles homonymes, voir Garton.
Ray Garton, né le 2 décembre 1962 à Redding en Californie et mort le 21 avril 2024, est un écrivain américain. Il est connu pour ses œuvres d'horreur.

## Biographie
Ray Garton a écrit plus de 60 livres

### Vie privée
Ray Garton réside dans le nord de la Californie avec son épouse Dawn jusqu'à sa mort. 

## Distinctions
En 1987, Ray Garton est nommé pour le prix Bram Stoker du meilleur roman pour Extase sanglante (Live Girls).
Il a reçu le World Horror Convention Grand Master Award en 2006.

## Œuvres

### Romans
- Séductions, Fleuve noir, coll. Gore, no 4, 1985 - (en) Seductions (1984) - trad.  Claude Mallerin  (ISBN 2-265-02945-9)
- Darklings (1985)
- Crucifax Autumn (1988) (également édité sous le titre : Crucifax (1989), publié en français sous ce titre aux éditions Pocket  coll. « Terreur » no 9042, 1991)
- Tapineuses vampires (Lot Lizards, 1990)
- Trade Secrets (1990)
- Kill the Teacher’s Pet (1991) sous le pseudonyme de Joseph Locke
- New Neighbor (1991)
- Dark Channel (1992)
- Kiss of Death (1992) sous le pseudonyme de Joseph Locke
- Petrified (1992) sous le pseudonyme de Joseph Locke
- Game Over (1993) sous le pseudonyme de Joseph Locke
- The Teacher (1993) sous le pseudonyme de Joseph Locke
- 1-900-Killer (1994) sous le pseudonyme de Joseph Locke
- Vengeance (1994) sous le pseudonyme de Joseph Locke
- Biofire (1996)
- Shackled (1996)
- 411, a novella (1998)
- Sex and Violence in Hollywood (2001)
- Zombie Love (2003)
- Scissors (2004)
- The Loveliest Dead (2005)
- Serpent Girl (2008)
- The Arthur Darknell Double (2008, Lonely Road Books) sous le pseudonyme d' Arthur Darknell (contient deux romans attachés dos à dos dans le style des vieux Ace Doubles : Loveless et Murder was my Alibi)
- The Most Interesting Prospect (2008, Lonely Road Books) sous le pseudonyme d'Arthur Darknell (édition limitée à 26 copies d'une nouvelle issue de The Arthur Darknell Double)
- Death Hunt on Ervoon (précédemment publié sous le titre Vespix) (Cemetery Dance Publications, 2010)

### Séries

#### SérieBlood and Lace
Publiés sous le pseudonyme de Joseph Locke
1. Vampire Heart (1994)
2. Deadly Relations (1994)

#### SérieThe Folks
1. The Folks (2001)
2. The Folks 2 (2008)

#### Série sur les vampiresLive Girls
1. Live Girls (1987) publié en français sous le titre Extase sanglante (Pocket, coll. « Terreur » no 9019, 1990)
2. Night Life (2005)

#### SérieLoup-garou(Werewolf)
1. Ravenous (2008)
2. Bestial (2009)

### Novélisations
Ray Garton a novélisé plusieurs films :
- L'invasion vient de Mars (Invaders from Mars, 1986)
- Le Cauchemar de Freddy (A Nightmare on Elm Street 4: The Dream Master, 1989) aka Joseph Locke
- L'Enfant du cauchemar (A Nightmare on Elm Street 5: The Dream Child, 1989) aka Joseph Locke
- Warlock (1989)
- Good Burger (1997) aka Joseph Locke
- Big Party (Can't Hardly Wait, 1998)

### Romans dérivés de séries télévisées
Ray Garton a écrit plusieurs romans et histoires dérivées de séries télévisées à succès :
|

#### The Secret World of Alex Mack
Avec les personnages de la série Les Incroyables Pouvoirs d'Alex :
- Hocus Pocus (1997) aka Joseph Locke
- Lights, Camera, Action! (1998)

#### Sabrina, the Teenage Witch
Avec les personnages de la série Sabrina, l'apprentie sorcière :
- Ben There, Done That (1997) aka Joseph Locke  (ISBN 0-671-01680-6)
- The Troll Bride (1998) aka Joseph Locke
- All That Glitters (1998)

#### Buffy the Vampire Slayer
Avec les personnages de la série Buffy contre les vampires :
- Resurrecting Ravana (1999), en français La résurrection de Ravana (Fleuve noir, coll. « Terreurs », n° 21)

### Collections
- Methods of Madness (1990)
- Pieces of Hate (1995)
- The Girl in the Basement and Other Stories (2004)
- 'Nids and Other Stories (2005)
- Slivers of Bone (2008)

### Nouvelles
- "Active Member" (1987)
- "Monsters" (1988)
- "Sinema" (1988)
- "Punishments" (1989)
- "Dr Krusadian's Method" (1990)
- "Fat" (1990)
- "The Other Man" (1990)
- "The Picture of Health" (1990)
- "Shock Radio" (1990)
- "Something Kinky" (1990)
- "Pieces" (1992)
- "Screams at the Gateway to Fame" (1996)
- "Hair of the Dog" (1997)
- "Haunted in the Head" (1997)
- "From Eight to Nine O' Clock" (2007)
- Recueil Horror for Good (2012), en collaboration avec Ramsey Campbell, Joe R. Lansdale, Jack Ketchum, Joe McKinney, Lisa Morton, Jeff Strand, Lee Thomas et F. Paul Wilson.

### Histoire (supposée) vraie
- In a Dark Place: The Story of a True Haunting (1992) Co-écrite avec Ed et Lorraine Warren, Al Snedeker et Carmen Snedeker[2].

In a Dark Place est basé sur les événements liés à la prétendue rencontre de la famille Snedeker avec le paranormal. Garton a, de toute façon, indiqué qu'il n'aime pas ce livre et qu'il est content qu'il soit épuisé, disant : "La famille impliquée, qui avait de sérieux problèmes de dépendance à l'alcool et à la drogue, ne pouvait pas garder leur histoire cohérente et je suis devenu très frustré : c'est difficile d'écrire un livre non-fictionnel quand les gens concernés racontent des histoires différentes.". Garton apparaît dans un épisode de MonsterTalk, "A Connecticut Haunting in a Keen Author's Court", diffusé en août 2011 , où il discute du livre, l'appelant "le point faible de [sa] carrière" et réfutant toute revendication que ce ne soit pas une fiction.
L'histoire est également à la base du film Le Dernier Rite.

## Critique
Les critiques sur l'œuvre de Ray Garton sont plutôt positives, ses livres recevant des recensions positives de la part de Dread Central et de Rocky Mountain News.